# Flibco
Flibco, conosciuta anche come Flibco.com o Flibtravel International, è un'impresa di trasporto persone su gomma che gestisce linee a breve e media percorrenza verso gli aeroporti in vari paesi europei. Appartiene al gruppo Sales-Lentz (SLG), che opera nel trasporto pubblico locale nel Granducato del Lussemburgo, ed è attiva in Germania, Belgio, Lussemburgo, Paesi Bassi, Ungheria, Francia e Italia.
Ove possibile, l'azienda non utilizza prevalentemente mezzi propri, ma collabora con operatori di autobus locali, similmente a quanto fa Flixbus. È specializzata nei servizi di navetta aeroportuale.
La compagnia ha trasportato circa 1,7 milioni di passeggeri nel 2019, operando da 13 aeroporti in 8 paesi.

## Germania
L'azienda ha avviato le linee di autobus per l'aeroporto di Francoforte-Hahn intorno al 2006, nello stesso periodo in cui la compagnia aerea low-cost Ryanair ha iniziato a operare in questo aeroporto periferico.

## Belgio

### Aeroporto di Charleroi-Bruxelles Sud
In Belgio, Flibco ha avviato linee per l'aeroporto di Charleroi, che era poco servito dal trasporto pubblico locale. Inizialmente solo dalla stazione di Bruxelles Sud, poi da altre 17 destinazioni in Belgio, Paesi Bassi, Lussemburgo e Francia. Nel 2019 ha trasportato il 25% dei passeggeri di questo aeroporto. I collegamenti da Bruges e Gand facevano parte di un percorso internazionale, che proseguiva dopo Charleroi fino al Lussemburgo. Durante la pandemia di COVID-19, c'è stata un'interruzione di oltre un anno.

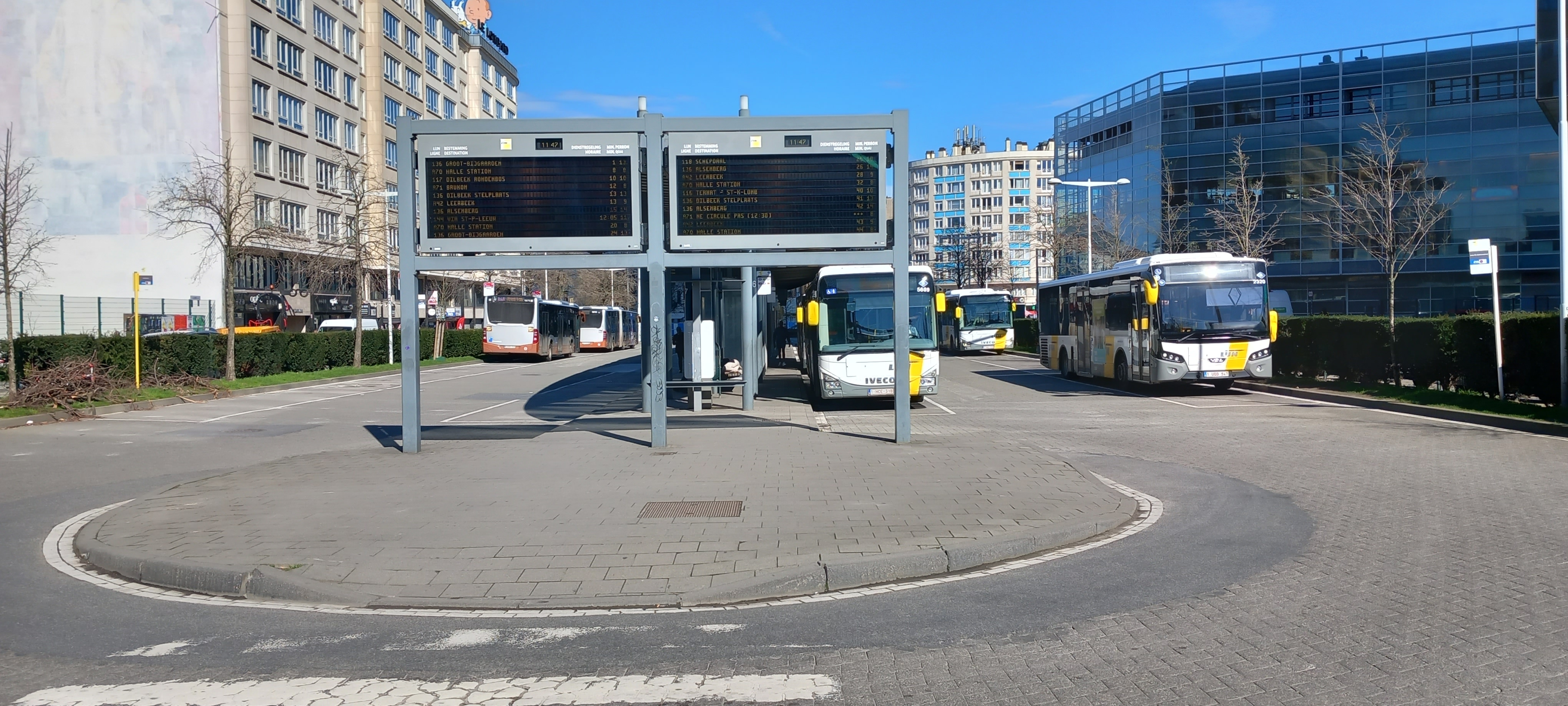
Pensilina di Bruxelles

### Aeroporto di Bruxelles-National
In Belgio esiste un monopolio regionale sul trasporto regolare in autobus, come quello di De Lijn nelle Fiandre. Fino al 2021, esistevano eccezioni solo per tratti parziali di linee internazionali. Tuttavia, da novembre 2021, un decreto fiammingo permette alle aziende private di organizzare trasporti passeggeri anche all'interno delle Fiandre. Flibco è la prima compagnia a ottenere un permesso in tal senso e, dal 23 giugno 2022, opera 13 viaggi giornalieri in autobus verso l'aeroporto di Bruxelles Zaventem senza fermate, da Bruges e dalla stazione di Gent-Sint-Pieters, alcuni dei quali al mattino presto. Contemporaneamente è stato avviato un collegamento da Lille. Da ottobre 2022, ci sono anche linee da Anversa, Liegi, Breda, Eindhoven e Maastricht. I viaggi sono effettuati da Voyages Léonard, sempre del gruppo Sales-Lentz.
Flibco offre anche taxi collettivi per il trasporto aeroportuale all'aeroporto di Charleroi e, dal 2022, all'aeroporto di Bruxelles, da qualsiasi indirizzo nella regione.

## Italia
Dal 2019, Flibco è presente sul mercato italiano con la società FlibTravel International Italy s.r.l., con sede a Milano. Attualmente gestisce collegamenti con autobus Gran Turismo tra la stazione di Milano Centrale e l'aeroporto di Orio al Serio, tra Malpensa e Torino, tra l'aeroporto di Torino Caselle e Torino, e tra la città di Firenze e l'aeroporto di Pisa.

## Francia
In Francia, Flibco opera un collegamento tra il centro di Lilla e l'Aeroporto di Lilla Lesquin, uno tra Lilla e l'aeroporto di Bruxelles-National vicino a Zaventem, e uno tra il centro di Lilla e l'aeroporto di Charleroi-Bruxelles Sud.

## Attività
Flibco gestisce numerosi collegamenti aeroportuali in diversi paesi europei:
- Germania: Francoforte-Hahn, Aeroporto di Francoforte sul Meno
- Italia: Bergamo-Orio al Serio, Milano-Malpensa, Torino Caselle, Aeroporto di Pisa
- Francia: Aeroporto di Lilla Lesquin
- Lussemburgo: Aeroporto del Lussemburgo
- Ungheria: Budapest-Ferihegy
- Belgio: Aeroporto di Charleroi-Bruxelles Sud e Aeroporto di Bruxelles-National

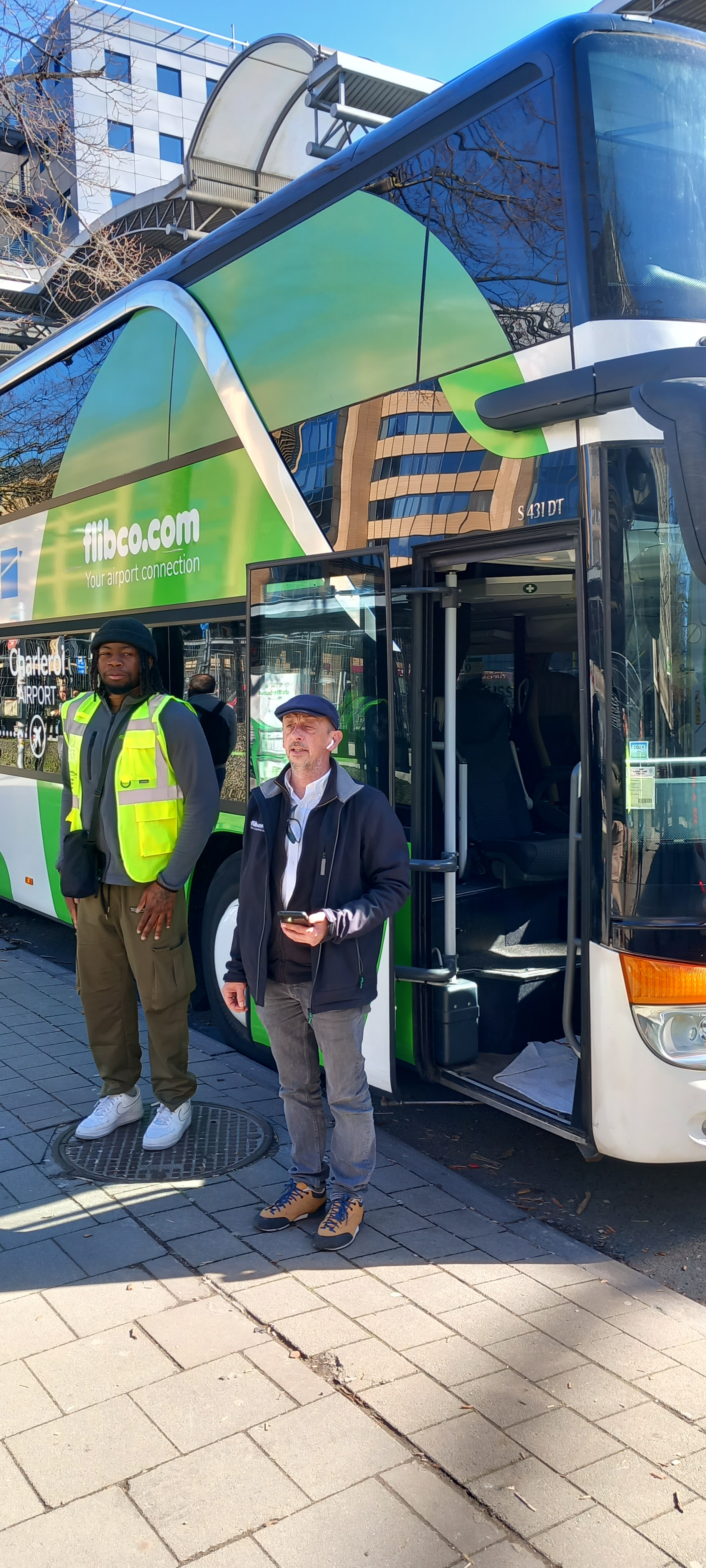

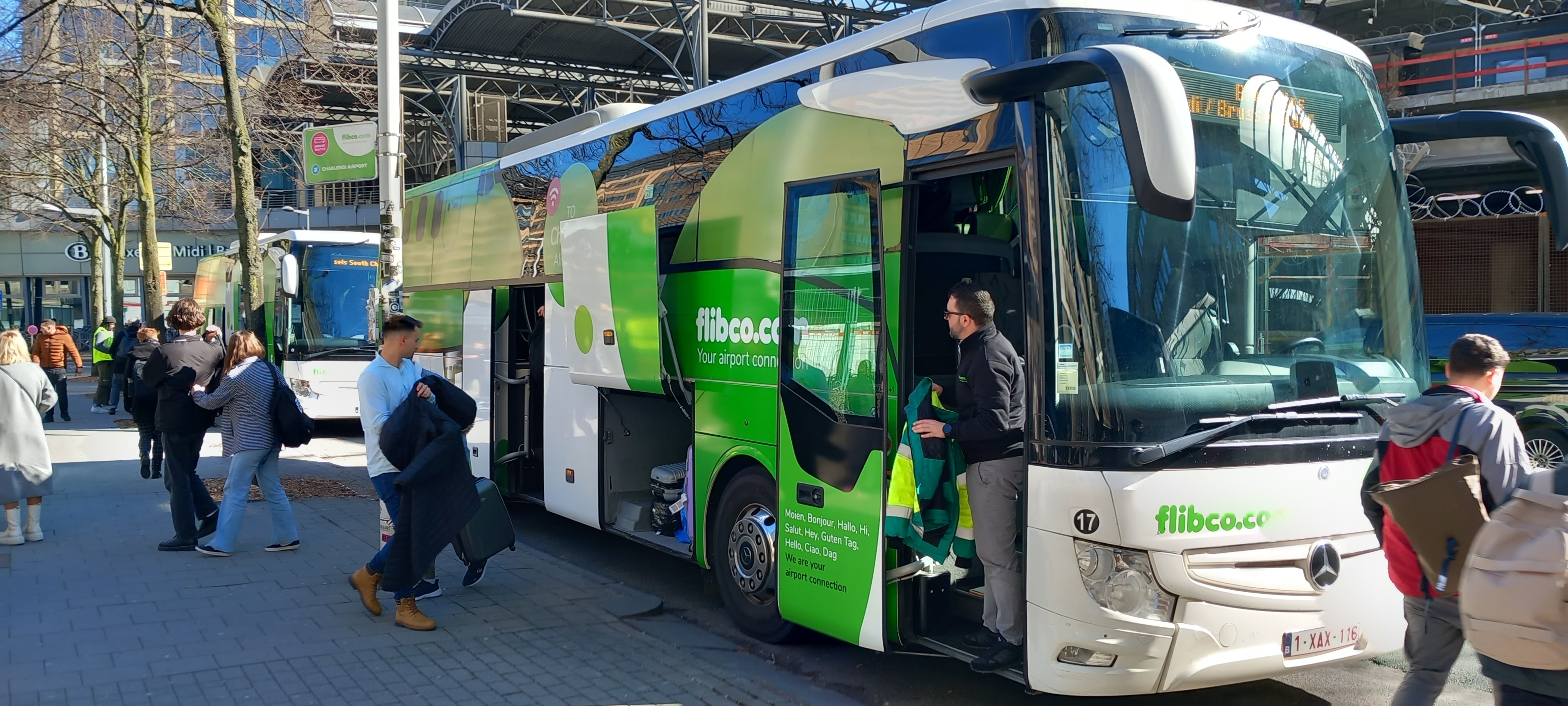